# Dvorište (Chorwacja)
Dvorište – wieś w Chorwacji, w żupanii karlowackiej, w gminie Krnjak. W 2011 roku liczyła 53 mieszkańców.